# 韦泓
韦泓（？—？），字元量，京兆郡杜陵县（今陕西省西安市长安区）人，东晋官员。

## 生平
西晋末年永嘉之乱，韦泓的亲属遭遇饥荒瘟疫全部死去，韦泓客居于洛阳，他长期以来听说应詹的名声，于是前往依附。应詹和韦泓同甘共苦，情同兄弟。韦泓跟随应詹几年，应詹为他娶妻营建住宅，并向琅邪王司马睿推荐说：“自从遭遇战乱，士人改变操守，而至于放任命运固守穷困、正直守志而不趋炎附势的人就少见了。我看到韦泓时年虚岁三十八，字元量，甘守淡泊、才识具备，亲自耕田，不烦他人代劳，静默守常，不参与政事。昔日他流亡迁徙，来到我的地界，经历贼寇丧失资产，孑然独立，衣不遮体，食不果腹，而他正直的志向更加坚定，不与同类人交游。颜回曾称不改其乐，韦泓就是这样的。明公辅佐皇室，恢复天下，四门开辟，英才欢悦，在京城车辇下采得春华，在山野大泽收取秋实。韦泓怀抱荆山璞玉，尚未雕琢为和氏璧，如果蒙受征召做官，交付列曹必定能辅佐朝政，让百业振兴。”司马睿立即起用韦泓，韦泓此后官至少府卿。韦泓受应詹接济生活及推荐为官的恩惠，应詹去世后，韦泓马上制作了朋友所着的丧服，直到应詹墓上有了新草才停止哭泣，他追慕古时候赵氏祭祀程婴、公孙杵臼的节义，终身祭祀应詹。

## 其他
韦泓曾提出宗庙制度中“庙屋毁掉就停”的理论。